# Farzane Rezasoltani
Farzane Rezasoltani (per. فرزانه رضاسلطانی ur. 13 września 1985) – irańska biegaczka narciarska, występująca w zawodach FIS Race. Była ona uczestniczką Mistrzostw Świata w Val di Fiemme, a także Zimowych Igrzysk Olimpijskich w Soczi, w 2014 r.

## Osiągnięcia

### Igrzyska olimpijskie
| Miejsce | Dzień     | Rok  | Miejscowość     | Konkurencja                               | Czas biegu  | Strata       | Zwyciężczyni      | Źródło |
| ------- | --------- | ---- | --------------- | ----------------------------------------- | ----------- | ------------ | ----------------- | ------ |
| 73.     | 13 lutego | 2014 | Krasnaja Polana | 10 km bieg indywidualny stylem klasycznym | 42:31.3 min | +14:13.5 min | Justyna Kowalczyk | [ 1 ]  |

### Mistrzostwa Świata
| Miejsce | Dzień     | Rok  | Miejscowość   | Konkurencja              | Czas biegu  | Strata | Zwycięzca              |
| ------- | --------- | ---- | ------------- | ------------------------ | ----------- | ------ | ---------------------- |
| 95.     | 21 lutego | 2013 | Val di Fiemme | sprint stylem klasycznym | 5:40.36 min | -      | Marit Bjørgen          |
| 88.     | 19 lutego | 2015 | Falun         | Sprint stylem klasycznym | 3:26,63 min | —      | Marit Bjørgen          |
| 101.    | 23 lutego | 2017 | Lahti         | Sprint stylem dowolnym   | 3:02,34 min | —      | Maiken Caspersen Falla |
| 105.    | 25 lutego | 2021 | Oberstdorf    | Sprint stylem klasycznym | 2:36,76 min | —      | Jonna Sundling         |
| 112.    | 2 marca   | 2021 | Oberstdorf    | 10 km stylem dowolnym    | 23:09,8 min | kwal.  | Therese Johaug         |